# Мораццоне
Мораццоне (італ. Morazzone) — муніципалітет в Італії, у регіоні Ломбардія, провінція Варезе.
Мораццоне розташоване на відстані близько 520 км на північний захід від Рима, 45 км на північний захід від Мілана, 6 км на південь від Варезе.
Населення — 4269 осіб (2014).
Щорічний фестиваль відбувається 7 грудня. Покровитель — Sant'Ambrogio.

## Демографія
Населення за роками:

Станом на 1 січня 2023 року в муніципалітеті офіційно проживало 249 іноземців з 44 країн, серед них 34 громадяни країн Євросоюзу та 29 громадян України.

## Сусідні муніципалітети
- Брунелло
- Каронно-Варезіно
- Кастільйоне-Олона
- Кастронно
- Гаццада-Ск'янно
- Горнате-Олона
- Лоцца